# Élie Mailloux
Pour l’article homonyme, voir Mailloux.
Élie Mailloux (3 octobre 1830 - 3 juillet 1893) est un commis et homme politique fédéral et provincial du Québec.

## Biographie
Né à Cacouna dans le Bas-Canada, il étudie au Collège de Sainte-Anne-de-la-Pocatière. De 1865 à 1873, il sert comme secrétaire-trésorier du district de Témiscouata, ainsi que dans les communautés de Viger et de Saint-Arsène. 
Il devint député du Parti conservateur du Québec dans la circonscription provinciale de Témiscouata lors de la création de celle-ci et de la province de Québec en 1867. Réélu en 1871, il ne se représenta pas en 1875. En 1872, il devint député de la circonscription fédérale de Témiscouata sous la bannière du Parti conservateur. Il ne se représenta pas en 1874, et décéda à Saint-Arsène en 1893.